# Hangcsou pályaudvar
Hangcsou pályaudvar (egyszerűsített kínai írással: 杭州火车站; pinjin: Hángzhōu Huǒchē Zhàn vagy egyszerűsített kínai írással: 城站; pinjin: Chéng zhàn; lit. 'station in city') egy vasútállomás Hangcsouban, Kínában. A vasútállomás 1907-ben nyílt meg. 1997 nyarán lebontották, majd egy új állomásépületet emeltek a helyére. Az új állomás két évvel később, 1999-ben nyílt meg.

## Vasútvonalak
Az állomást az alábbi vasútvonalak érintik:
- Shanghai–Kunming-vasútvonal
- Xuancheng–Hangcsou-vasútvonal
- Sanghaj–Hangcsou nagysebességű vasútvonal

## Kapcsolódó állomások
A vasútállomáshoz az alábbi állomások vannak a legközelebb:
- Genshanmen Railway Station (Sanghaj pályaudvar, Sanghaj Déli pályaudvar, Shanghai–Kunming-vasútvonal)
- Nanxingqiao Railway Station (Kunming railway station, Shanghai–Kunming-vasútvonal)
- Genshanmen Railway Station (Xuancheng Railway Station, Xuancheng–Hangcsou-vasútvonal)
- Genshanmen Railway Station (Sanghaj Hungcsiao pályaudvar, Sanghaj Déli pályaudvar, Sanghaj–Hangcsou nagysebességű vasútvonal)